# Sebastiaan van Luxemburg (-1569)

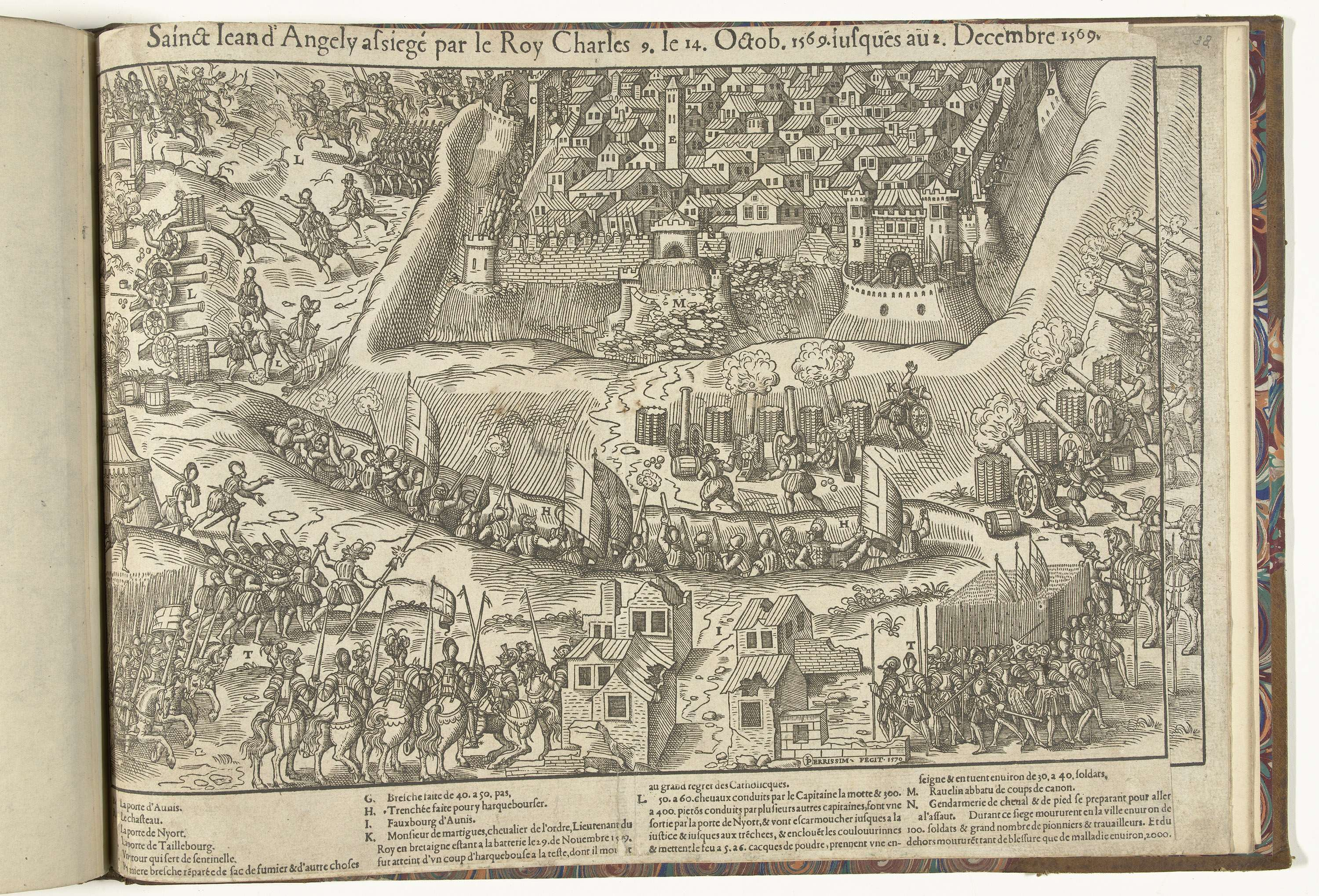
Beleg d'Angely 1569

Sebastiaan van Luxemburg-Martigues (1530-19 november 1569) was een Frans edelman die sneuvelde bij het beleg van Saint-Jean d'Angély. Zijn bijnaam was Chevalier sans peur.

## Geschiedenis
Hij was een zoon van Frans van Luxemburg, burggraaf van Martigues, en van Charlotte Brush, dochter van René van Brosse, graaf van Penthièvre. Hij was vanaf 1559 burggraaf van Martiques en volgde in 1564 zijn oom Jan IV van Brosse op als graaf van Penthièvre. Op 15 september 1569 verhief Koning Karel IX van Frankrijk uit erkentelijkheid het graafschap tot hertogdom.

### Militaire loopbaan
Hij nam deel in meerdere godsdienstoorlogen en aan de Italiaanse Oorlog van 1552-1556. Als kolonel-generaal van de infanterie, benoemd na de dood van de graaf van Randan, leverde hij een belangrijke bijdrage aan de overwinning bij de gevechten van Dreux, van Jarnac en van Moncontour. Hij was betrokken bij de inname van Calais en Guines. 
In 1569 nam hij deel aan de slag van Montcontour en kort na de katholieke overwinning werd Sebastiaan gedood door een musket. Hij is begraven in de fransiscanenkerk van Guingamp.

## Huwelijk en kinderen
Hij huwde in 1561 te Meaux met Marie de Beaucaire (1535-1613), dochter van Jan van Beaucaire, seneschalk van Poitou met wie hij twee dochters had:
- Jeanne
- Maria (1562-1623), volgde hem op, huwde in 1575 of 1579 met Filips Emmanuel van Lotharingen (1558-1602), hertog van Mercœur